# Explosion W
Pour les articles homonymes, voir W.
Explosion W (né en avril 2009) est un hongre alezan de saut d'obstacles, inscrit au stud-book KWPN, et monté par Ben Maher. Il est vice-champion d'Europe de la discipline en 2019. Il remporte l'épreuve individuelle des Jeux olympiques de Tokyo 2020 le 4 août 2021 sous la selle de Ben Maher.

## Histoire
Explosion W naît en avril 2009 à l'élevage de Willy Wijnen, à Berlicum aux Pays-Bas. Le hongre suscite très vite de l'intérêt de la part d'acheteurs et marchands de chevaux internationaux. Explosion W est vendu durant l’été 2016 à Poden Farms, l’écurie de la famille Moffit, dont le cavalier de haut niveau est Ben Maher. Cet achat fait suite à un essai du cheval chez son éleveur, l'entente entre Maher et le hongre ayant été immédiate. Il n'est cependant que peu monté par Maher durant ses jeunes années, restant en formation sur des épreuves pour jeunes chevaux avec la cavalière américaine Carly Anthony, et une fois avec le Suédois Daniel Zetterman. Emily Mason, formatrice des jeunes Chevaux de Poden Farms, le monte en juillet 2017. Il accède aux compétitions de haut niveau, avec notamment une septième place au GP du CSI 2* de Knokke, une troisième place au GP CSI 2* de Wellington, et une neuvième place au GP CSI 4* de Wellington. Ben Maher le récupère après ces compétitions.
Explosion W est révélé au plus haut niveau durant la saison de saut d'obstacles 2017-2018, essentiellement sur le Global Champions Tour. Il remporte en mai 2018 le Grand Prix du Global Champions Tour de Madrid,,. Très régulier sur cette saison 2018, il décroche aussi l'épreuve d'ouverture (prix Renault), le prix à 1,55 m, et le prix Longines Eiffel Challenge lors du Paris Eiffel Jumping en juillet,,.
Très bien parti aux championnats d'Europe de 2019, il commet une faute sur son dernier parcours, ce qui permet à Martin Fuchs et Clooney 51 de remporter la médaille d'or.
En novembre 2019, il est vendu à Pamela Wright et Charlotte Rossetter, qui le gardent sous la selle de Maher.
Il remporte l'épreuve individuelle des Jeux olympiques de Tokyo 2020 le 4 août 2021 sous la selle de Ben Maher.

## Palmarès
Palmarès avec Ben Maher : 
- 2018 : 
  - 2e du Grand Prix CSI-5* lors du Global Champions Tour de Shanghai & Vainqueur d'une épreuve 150-160cm
  - Vainqueur du Grand Prix CSI-5* lors du Global Champions Tour de Madrid & Vainqueur d'une épreuve 150cm
  - Vainqueur d'une épreuve 150-155cm lors du Global Champions Tour de Paris
  - 5e du Grand Prix CSI-5* lors du Global Champions Tour de Chantilly
  - 4e du Grand Prix CSI-5* lors du Global Champions Tour de Londres
  - Vainqueur du Grand Prix CSI-5* lors du Global Champions Tour de Rome
  - Vainqueur du Grand Prix CSI-5* lors du Global Champions Tour de Doha
  - 7e du Grand Prix Rolex du CHI-5* de Genève lors du Rolex Grand Slam
- 2019 : 
  - 2e du Grand Prix CSI-5* lors du Global Champions Tour de Cascais - Estoril
  - Vainqueur du Prix d'Europe du CHIO-5* d'Aix la Chapelle & 3e du Grand Prix Rolex CSI-5* lors du Rolex Grand Slam
  - Vainqueur du Grand Prix CSI-5* lors du Global Champions Tour de Londres
  - Vice-Champion d'Europe en Individuel à Rotterdam & Médaille de Bronze par équipes avec l'Angleterre[9]
  - Vainqueur du Grand Prix CSI-5* lors du Global Champions Tour de Rome
  - Vainqueur du Grand Prix CSI-5* lors du Global Champions Tour de New-York & Vainqueur d'une épreuve 150-155cm
  - Vainqueur du Super Grand Prix CSI-5* lors des Playoffs du Global Champions Tour de l'O2 Arena de Prague

Il est considéré comme le meilleur cheval de la génération des 9 ans en 2018 et est désigné comme le meilleur cheval du monde de l'année 2019 par la WBFSH World Ranking List en devançant Toveks Mary Lou et Scuderia 1918 Tobago Z

## Description

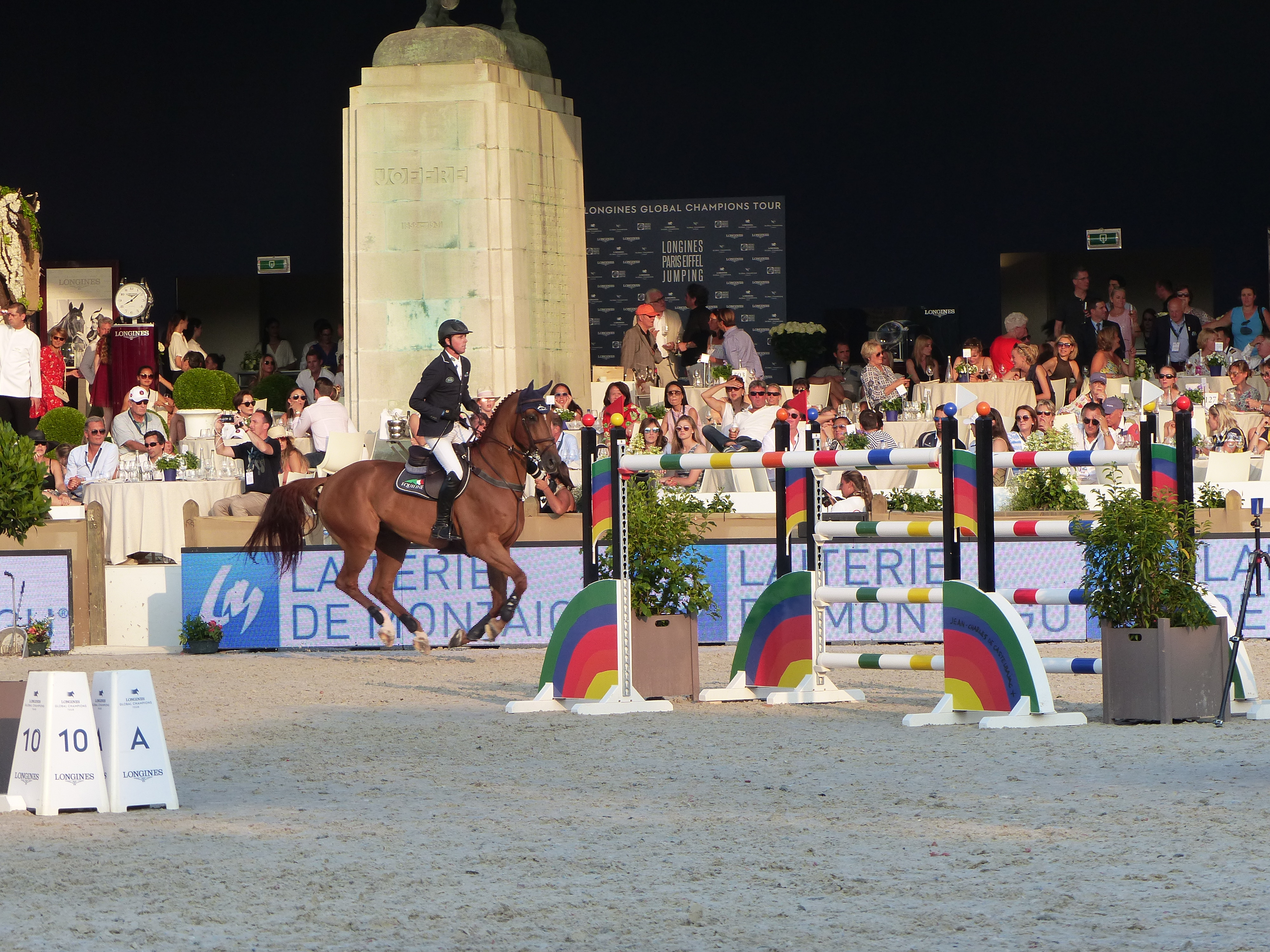
Ben Maher et Explosion W au Paris Eiffel Jumping 2018.

Explosion W est un hongre du stud-book KWPN, de robe alezane. Son éleveur le décrit comme un cheval très difficile à travailler, mais disposant de qualités à l'obstacle, notamment la puissance de l'arrière-main et un physique adapté. Ben Maher le décrit comme un « super cheval ».

## Origines
Explosion W est un fils de l'étalon Mecklembourgeois Chacco-Blue, et de la jument Untouchable, par Baloubet du Rouet. Il dispose de fait de très bonnes origines pour sa discipline.